# Simulium shiraki
Simulium shiraki är en tvåvingeart som beskrevs av Hiromichi Kono och Takahasi 1940. Simulium shiraki ingår i släktet Simulium och familjen knott.
Artens utbredningsområde är Taiwan. Inga underarter finns listade i Catalogue of Life.